# Алексіс Гартман
Алексіс Гартман (англ. Alexis Hartmann) — американський педіатр і клінічний біохімік. Він найбільш відомий тим, що додав лактат натрію до розчину Рінгера, створивши те, що зараз відомо як розчин Рінгера лактатний або ж розчин Гартмана для внутрішньовенних інфузій.

## Біографія
Народився 30 жовтня 1898 року в Сент-Луїсі, штат Міссурі. Його батьками були Генрі Чарльз Гартман, лікар загальної практики, і Берта Гаук Гріседік. Обидва були німецького походження. Він вступив до Вашингтонського університету в Сент-Луїсі, отримавши ступінь бакалавра в 1919 році та ступінь магістра медицини в 1921 році. Будучи студентом-медиком, він розробив нову методику визначення рівня глюкози в крові.
У 1923 році Гартман закінчив спеціалізацію з педіатрії в дитячій лікарні Сент-Луїса. Він був викладачем педіатрії у Вашингтонському університеті, його альма-матер, і став асистентом кафедри в 1925 році, а потім доцентом — в 1927 році. Він отримав звання повного професора в педіатрії та став керівником педіатричного відділу Вашингтонського університету в 1936 році. Того ж року призначений головним лікарем дитячої лікарні Сент-Луїса і залишався на цій посаді, коли лікарня стала расово інтегрованою в 1950 році.
Гартман опублікував 90 статей протягом своєї кар'єри. Його наукова робота стосувалася біохімії та проблем метаболізму, тоді як його клінічні педіатричні інтереси включали вивчення аноксії, гіпоглікемії, нефриту, нефрозу і хіміотерапії.
Він був одним із перших лікарів, хто застосував інсулін для лікування діабету I типу у немовлят. Його найвідомішим внеском у медицину було вивчення стану електролітів в організмі та заміщення внутрішньовенних рідин. Він модифікував розчин Рінгера, додавши лактат натрію, лужну речовину, для лікування ацидозу у дітей. Його винахід, лактатний розчин Рінгера, став популярним у всьому світі і широко відомий як розчин Гартмана.
Опублікував більше 90 наукових робот. Нагороджений премією Гілла з педіатрії, 1921; Премія Авраама Якобі в педіатрії Американської медичної асоціації, 1963 рік. Був членом Американського педіатричного товариства, Американської академії педіатрії, Американського товариства біологічних хіміків, Американської медичної асоціації, Медичного товариства Сент-Луїса, Медичного товариства Міссурі, Клінічного товариства.
Гартман одружився з Гертрудою Крохман, бібліотекаркою, у 1922 році. У них було двоє синів: Генрі Карл, бізнесмен, і Алексіс Франк Гартман молодший, дитячий кардіолог. Гартман старший вийшов на пенсію в 1964 році й помер 6 вересня того ж року.